# Klagstorps landskommun
För andra betydelser, se Klagstorps landskommun (olika betydelser).
Klagstorps landskommun var en tidigare kommun i dåvarande Malmöhus län.

## Administrativ historik
Kommunen bildades som storkommun vid kommunreformen 1952 genom sammanläggning av de tidigare kommunerna Simlinge, Hemmesdynge, Källstorp, Lilla Beddinge, Lilla Isie, Södra Åby, Tullstorp, Äspö, Östra Klagstorp och Östra Torp. Den fick sitt namn efter tätorten Klagstorp. Efter tre år exkorporerades Simlinge 1955 till Gislövs storkommun.
Den upphörde med utgången av år 1966, då dess område införlivades med Trelleborgs stad, sedan 1971 Trelleborgs kommun.
Kommunkod var 1240.

### Kyrklig tillhörighet
I kyrkligt hänseende tillhörde kommunen församlingarna Hemmesdynge, Källstorp, Lilla Beddinge, Lilla Isie, Simlinge (före 1955), Södra Åby, Tullstorp, Äspö, Östra Klagstorp och Östra Torp.

## Geografi
Klagstorps landskommun omfattade den 1 januari 1952 en areal av 102,30 km², varav 101,84 km² land.

### Tätorter i kommunen 1960
| Tätort        | Folkmängd |
| ------------- | --------- |
| Smygehamn     | 469       |
| Klagstorp     | 378       |
| Beddinge läge | 265       |
| Södra Åby     | 205       |

Tätortsgraden i kommunen var den 1 november 1960 28,7 procent.

## Politik

### Mandatfördelning i valen 1950-1962
| 20 | 12 | 5 | 3 |

| 38 |

| 19 | 11 | 6 | 4 |

| 37 |

| 16 | 11 | 4 | 4 |

| 32 |

| 16 | 11 | 4 | 4 |

| 32 |